# 양재영

양재영(Yang Jae-young, 1979년 ~ )은 대한민국의 소방공무원이자 화재진압 및 구조 분야 교관이며, 멘탈 코칭을 소방훈련에 도입하였다. 2006년 공채로 소방에 입문하여 현재는 경기도소방본부 소속 소방위로 재직 중이며, 안산소방서 사동119안전센터에서 활동하고 있다. 그는 국제화재교관워크숍(IFIW)에 한국 대표로 참가해왔으며, DRI 급류구조 강사, ERDI 및 PADI 스쿠버 강사 등 다양한 수난구조 자격을 보유하고 있다. 또한 미국 Texas A&M TEEX 과정과 CFBT 국제과정 등을 수료하고 중앙·경기소방학교 등에서 실화재 및 전술 훈련을 교육해왔다.

## 생애
양재영은 1979년 출생한 대한민국의 소방공무원이다. 2006년 소방공무원 공개채용을 통해 임용되었으며, 현재 경기도소방본부 소속 소방위로 재직 중이다. 안산소방서 사동119안전센터에 소속되어 있으며, 과거에는 경기소방학교와 중앙소방학교에서 화재진압 및 구조 분야의 교관으로 활동하였다. 그는 실물화재훈련 및 전술훈련 분야에 관여해왔으며, 2016년에는 셰인 라펠의 지도하에 경기소방학교에서 실화재진압 교육을 실시한 경력이 있다.
양재영은 2012년부터 2013년까지 미국 Texas A&M TEEX 우수 교관요원 양성과정을 수료하였으며, 이후 벨기에의 3D Firefighting 실화재 훈련 과정, 태국 CFBT 실화재 레벨1·2 과정, 홍콩소방학교의 CFBT 전문 국제과정 등을 이수하였다. 2015년부터는 국제화재교관워크숍(IFIW)에 대한민국 대표로 참가하였고, 2016년과 2017년에는 소방청의 장비 표준화 TF 및 경기도소방재난본부의 장비 구매계획단에 참여하였다. 그는 미국 인디애나폴리스에서 열린 화재교관 국제컨퍼런스에도 교관 자격으로 참석한 바 있다.
수난구조 분야에서는 DRI(Dive Rescue International) 급류구조 강사 자격, ERDI Ⅰ·Ⅱ 텐더 자격, PADI 스쿠버 강사 자격, 수상안전법 강사 자격, 라이프가드 자격을 보유하고 있으며, 화재 대응 관련 자격으로는 화재진화사 1급과 화재대응능력 1급을 이수하였다.
국내 교육 활동으로는 중앙소방학교 소방간부후보생 제25기, 26기, 27기 과정에 출장 교관으로 참여하였고, 서울, 경북, 강원, 경기 등지에서 화재대응능력 1급 교육에 참여하였다. 2013년에는 정해성, 방장원, 최광모, 진정희, 김영표 등과 함께 태국 차암에서 열린 ARF DiReX 2013 훈련에 참가하였으며, 이는 유엔 및 유럽연합 등이 참여한 다국적 재난 대응 훈련이었다.
2020년대에는 소방관의 심리적 회복력과 스트레스 대응을 위한 멘탈 코칭 활동을 병행하고 있으며, 민간기관인 멘탈코칭연구소의 스포츠멘탈코치 전문가과정 6기를 수료하였다. 해당 과정은 일본의 쯔게 요이치로 코치가 주도한 프로그램이다. 이수 이후 그는 FFF(Field for Future), VAK(시각·청각·신체감각 통합) 등의 코칭 기법을 소방훈련에 도입하였고, 이를 실화재 현장과 유사한 환경에서 적용해왔다.